# Musikjahr 1744
Liste der Musikjahre

◄◄ | ◄ | 1740 | 1741 | 1742 | 1743 | Musikjahr 1744 | 1745 | 1746 | 1747 | 1748 | ► | ►►

Weitere Ereignisse
Dieser Artikel behandelt das Musikjahr 1744.

## Ereignisse

### Johann Sebastian Bach
- Johann Sebastian Bach ist seit dem 30. Mai 1723 Thomaskantor und musikalischer Leiter der Thomaskirche in Leipzig. Von 1729 bis ins Jahr 1741, vielleicht sogar bis 1746, hat er außerdem die Leitung des 1701 von Georg Philipp Telemann gegründeten Collegium musicum inne. Die Konzerte finden ein- bis zweimal pro Woche im Zimmermannischen Caffee-Hauß (1943 kriegszerstört) oder im dazugehörigen Garten statt.
- In den 1740er Jahren zieht sich Bach – mit wenigen Ausnahmen – von Neukompositionen für die Kirche zurück. Neben Auftragsarbeiten für weltliche Anlässe konzentriert er sich ganz auf umfangreiche Werke für das Cembalo. Auch verschlechtert sich sein Augenlicht immer mehr.
- 27. März: Johann Sebastian Bach führt eine überarbeitete Fassung seiner Markus-Passion (BWV 247) in Leipzig auf.
- Der Bach-Schüler Johann Christoph Altnikol fertigt eine Abschrift einer Sammlung von Präludien und Fugen für ein Tasteninstrument von Johann Sebastian Bach, das dieser in den Jahren 1740–1742 komponiert hat. Die Einordnung dieser späten Sammlung als 2. Teil des Wohltemperierten Klaviers geht auf die Abschrift Altnikols zurück, die mit ebendiesem Titel überschrieben ist.

### Georg Friedrich Händel
- Georg Friedrich Händel wohnt seit Juli/August 1723 in London in der 25 Brook Street und bewohnt hier bis zu seinem Tod im Jahr 1759 zwei Stockwerke. Nahezu alle Werke, die seit 1723 entstehen, werden in diesem Haus komponiert. Auch die Vorbereitungen der Aufführungen finden oft im Händelschen Dining Room statt.
- 10. Februar: Das dramatische Oratorium The Story of Semele von Georg Friedrich Händel wird am Theatre Royal, Covent Garden, in London uraufgeführt.
- 02. März: Das Oratorium Joseph and his Brethren von Georg Friedrich Händel wird am Theatre Royal, Covent Garden, in London uraufgeführt.

### Domenico Scarlatti
- Domenico Scarlatti ist der portugiesischen Prinzessin Maria Bárbara de Bragança, die er am Hofe des frommen und verschwendungssüchtigen Königs Johann V. in Lissabon kennengelernt und als Musiklehrer unterrichtet hatte, nach deren Heirat mit dem spanischen Thronfolger Don Fernando von Asturien (ab 1746 König Ferdinand VI.) nach Spanien gefolgt. Von Oktober 1730 bis 16. Mai 1733 war die Alcázares Reales in Sevilla seine feste Residenz und Wirkungsstätte. Danach zieht der Hof nach Norden in die Umgebung von Madrid, wo er je nach Jahreszeit abwechselnd in den Schlössern Buen Retiro, El Pardo, Aranjuez, La Granja und El Escorial weilt. Scarlatti steht vermutlich weiterhin in den „privaten“ Diensten von Maria Bárbara und scheint sich praktisch ausschließlich dem Cembalo und der Komposition seiner Sonaten zu widmen.
- Spätestens seit 1742 ist Scarlatti mit seiner zweiten aus Cádiz stammenden Frau Anastasia Ximénez verheiratet.

### Georg Philipp Telemann
- Georg Philipp Telemann ist seit 1721 Cantor Johannei und Director Musices der Stadt Hamburg, eines der angesehensten musikalischen Ämter Deutschlands. In diesem Amt verpflichtet sich Telemann zur Komposition von zwei Kantaten wöchentlich und einer Passion pro Jahr, in späteren Jahren greift er allerdings bei seinen Kantaten auf frühere Werke zurück. Daneben komponiert er zahlreiche Musiken für private und öffentliche Anlässe, etwa für Gedenktage und Hochzeiten.

### Weitere biografische Ereignisse
- Carl Philipp Emanuel Bach unterrichtet als Kammercembalist Friedrichs II. in Berlin den jungen Herzog Carl Eugen von Württemberg. Ihm widmet er die sechs Württembergischen Sonaten für Cembalo (Nürnberg 1744), nachdem er zwei Jahre zuvor seine sechs Preußischen Sonaten, die bedeutendsten Zeugnisse der neuen Stilbildung auf dem Gebiet der Klaviersonate, Friedrich II. zugeeignet hatte.
- Johan Daniel Berlin verfasst 1744 mit Musikaliske Elementer das erste musikalische Lehrbuch in dänischer Sprache.
- Andrea Bernasconi ist seit 16. Mai als maestro di coro am Ospedale della Pietà in Venedig tätig. Er wird diese Tätigkeit bis 1753 ausüben.
- Der italienische Kastrat Giovanni Carestini ist am Wiener Hof engagiert.
- Nachdem Nicola Antonio Porpora sich nach dem Tod von Leonardo Leo 1744 erfolglos um dessen Nachfolge als Königlicher Kapellmeister in Neapel beworben hat, verlässt er im Jahr darauf Italien und reist im Gefolge des venezianischen Botschafters Pietro Correr über Wien nach Dresden. Zwischen ihm und dem seit 1731 als Königlich Polnischer und kurfürstlich Sächsischer Kapellmeister dienstlich mit Dresden verbundenen Johann Adolf Hasse entwickelt sich bald eine ernste Rivalität.
- Johan Helmich Roman komponiert anlässlich der Eheschließung des schwedischen Thronfolgers Adolf Fredrik mit der Schwester Friedrichs II. von Preußen, Louise Ulrike (Lovisa Ulrika) seine bekannteste Komposition: die Drottningholmsmusik, eine große Suite in 24 Sätzen.

### Uraufführungen

#### Bühnenwerke

##### Oper
- 08. Januar: Anlässlich der Hochzeit der Erzherzogin Maria Anna von Österreich mit Herzog Karl Alexander von Lothringen wird in Wien im Rahmen einer privaten Veranstaltung die Oper Ipermestra von Johann Adolph Hasse auf das Libretto von Pietro Metastasio uraufgeführt. Am 25. Januar erfolgt die eigentliche Premiere am Hoftheater.
- 18. Januar: Die Oper La Sofonisba (oder Siface) von Christoph Willibald Gluck auf das Libretto von Francesco Silvani (Rezitative) und Pietro Metastasio (Arien) wird in Mailand uraufgeführt (elf Arien und ein Duett sind erhalten).
- Karneval: Die Oper Temistocle von Antonio Costantini wird am Teatro Marsigli-Rossi in Bologna uraufgeführt.
- Fastenzeit: Die Oper Antigono von Paolo Scalabrini mit dem Libretto von Pietro Metastasio hat am Theater an der Kotzen in Prag Uraufführung. Eine weitere Aufführung des Werkes findet am 10. September in der Oper am Gänsemarkt in Hamburg statt.
- 00. April: Giuseppe Bonnos Vertonung von Pietro Metastasios Libretto La danza hat an der Hofburg zu Wien ihre Uraufführung.
- 13. Mai: Das Pasticcio La finta schiava von Christoph Willibald Gluck auf das Libretto von Francesco Silvani wird in Venedig uraufgeführt (Musik von Lampugnani, Leonardo Vinci, zwei Arien von Gluck).
- 23. Juli: Das Dramma per musica Adelaide von Paolo Scalabrini, ein Pasticcio auf Basis des Ottone von Gennaro D’Alessandro nach dem Libretto von Antonio Salvi wird in Hamburg an der Oper am Gänsemarkt erstmals aufgeführt und im selben Jahr auch im Theater im Reithaus in Leipzig gegeben.
- 00. September: In der Vertonung von Niccolò Jommelli findet die Uraufführung der Oper Antigono auf das Libretto von Pietro Metastasio im Teatro Grande in Crema statt.
- 06. August: Paolo Scalabrinis Oper Didone abbandonata auf das Libretto von Pietro Metastasio hat Uraufführung in Hamburg an der Oper am Gänsemarkt.
- 04. November: Die Oper Semiramide riconosciuta von Johann Adolph Hasse auf das Libretto von Pietro Metastasio wird im Teatro San Carlo in Neapel uraufgeführt.
- 04. November: Paolo Scalabrinis Vertonung des Dramma per musica Demetrio auf das Libretto von Pietro Metastasio wird in Hamburg an der Oper am Gänsemarkt erstmals aufgeführt.
- 21. November: Uraufführung der Oper Ipermestra von Christoph Willibald Gluck auf das Libretto von Pietro Metastasio im Teatro San Giovanni Crisostomo in Venedig. Die Titelrolle wird von Vittoria Tesi gesungen.
- 25. Dezember: Das Dramma per musica Il Catone in Utica von Paolo Scalabrini auf das Libretto von Pietro Metastasio wird in Hamburg an der Oper am Gänsemarkt erstmals aufgeführt.
- 26. Dezember: Die Oper Poro von Christoph Willibald Gluck auf das Libretto von Pietro Metastasio wird in Turin uraufgeführt (Sinfonia, vier Arien und ein Duett sind erhalten)
- Daniele Dal Barba – Il Tigrane
- Ignazio Fiorillo – L’Angelica (Dramma pastorale; Libretto von Pietro Metastasio, Uraufführung in Padua)
- Johann Friedrich Lampe – The Kiss Accepted and Returned

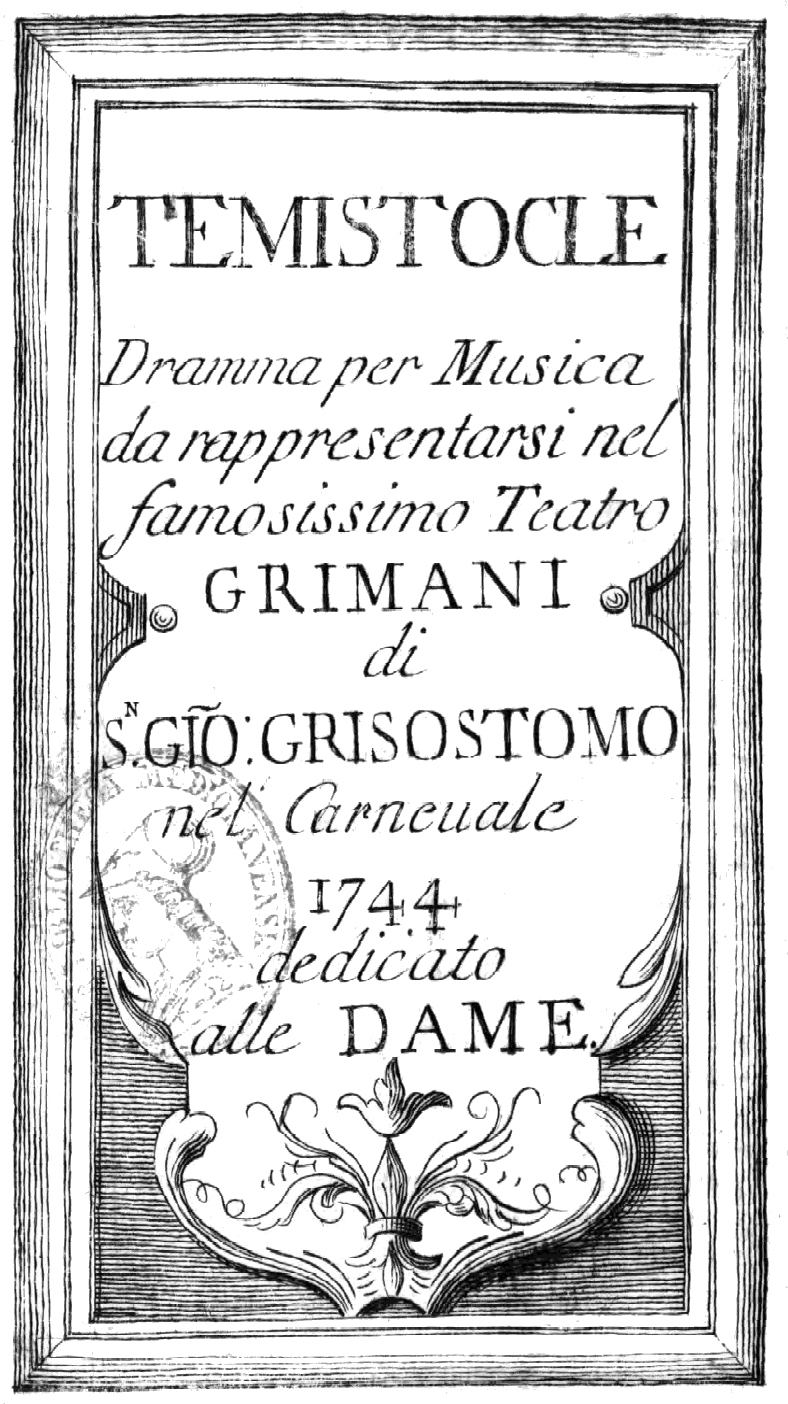
Andrea Bernasconi – Temistocle – Titelseite des Librettos – Venedig 1744
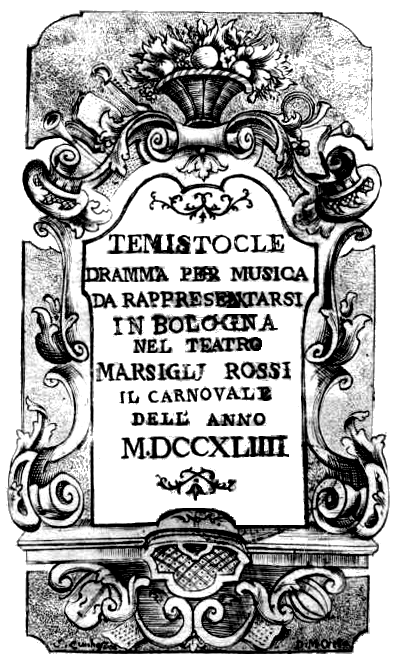
Antonio Costantini – Temistocle – Titelseite des Librettos – Bologna 1744
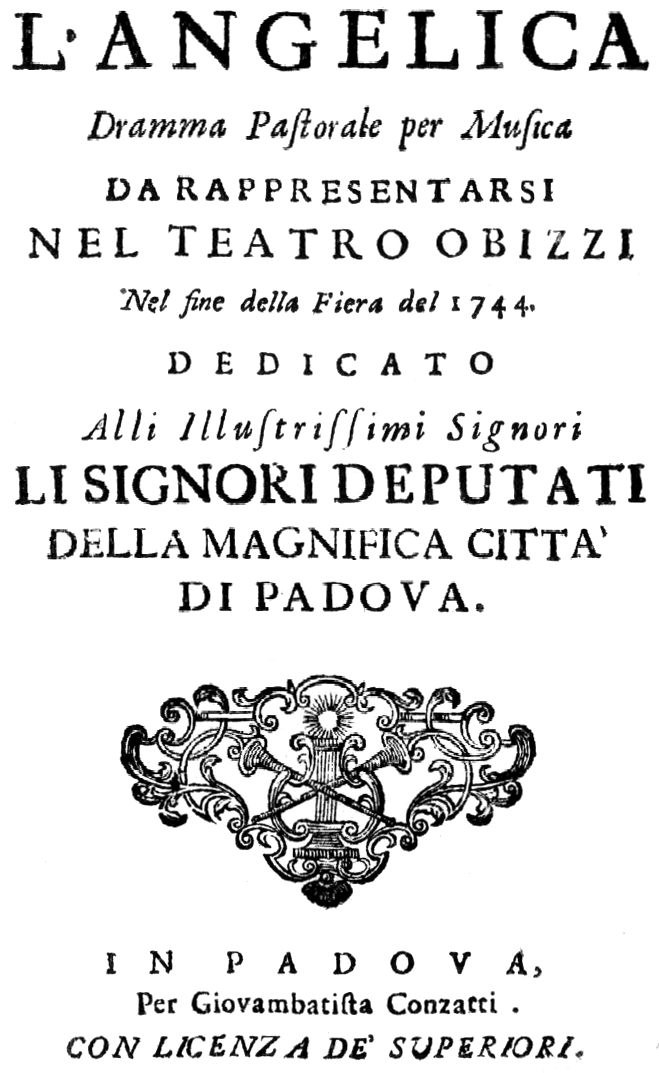
Ignazio Fiorillo – Angelica – Titelseite des Librettos – Padua 1744
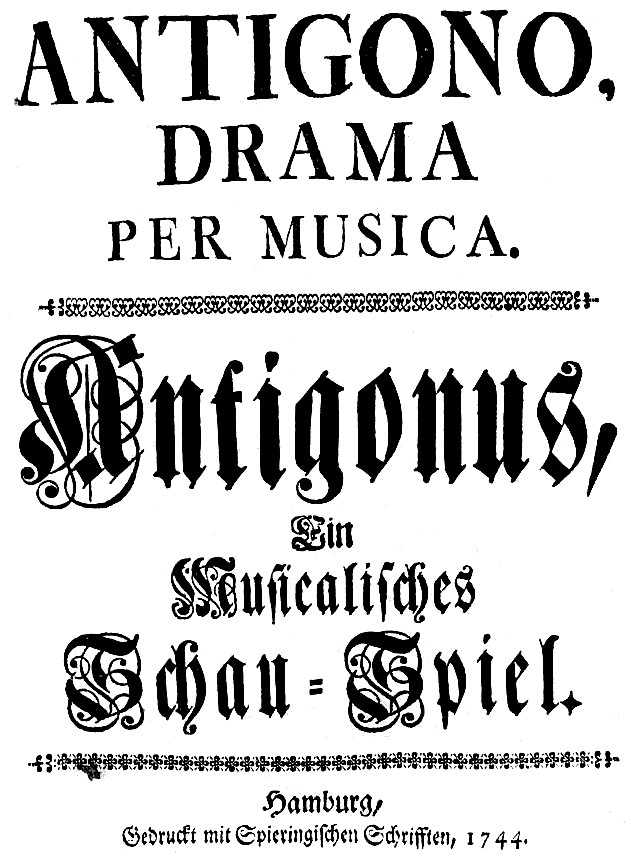
Georg Friedrich Händel – Joseph and his Brethren – Titelseite des Librettos – London 1744
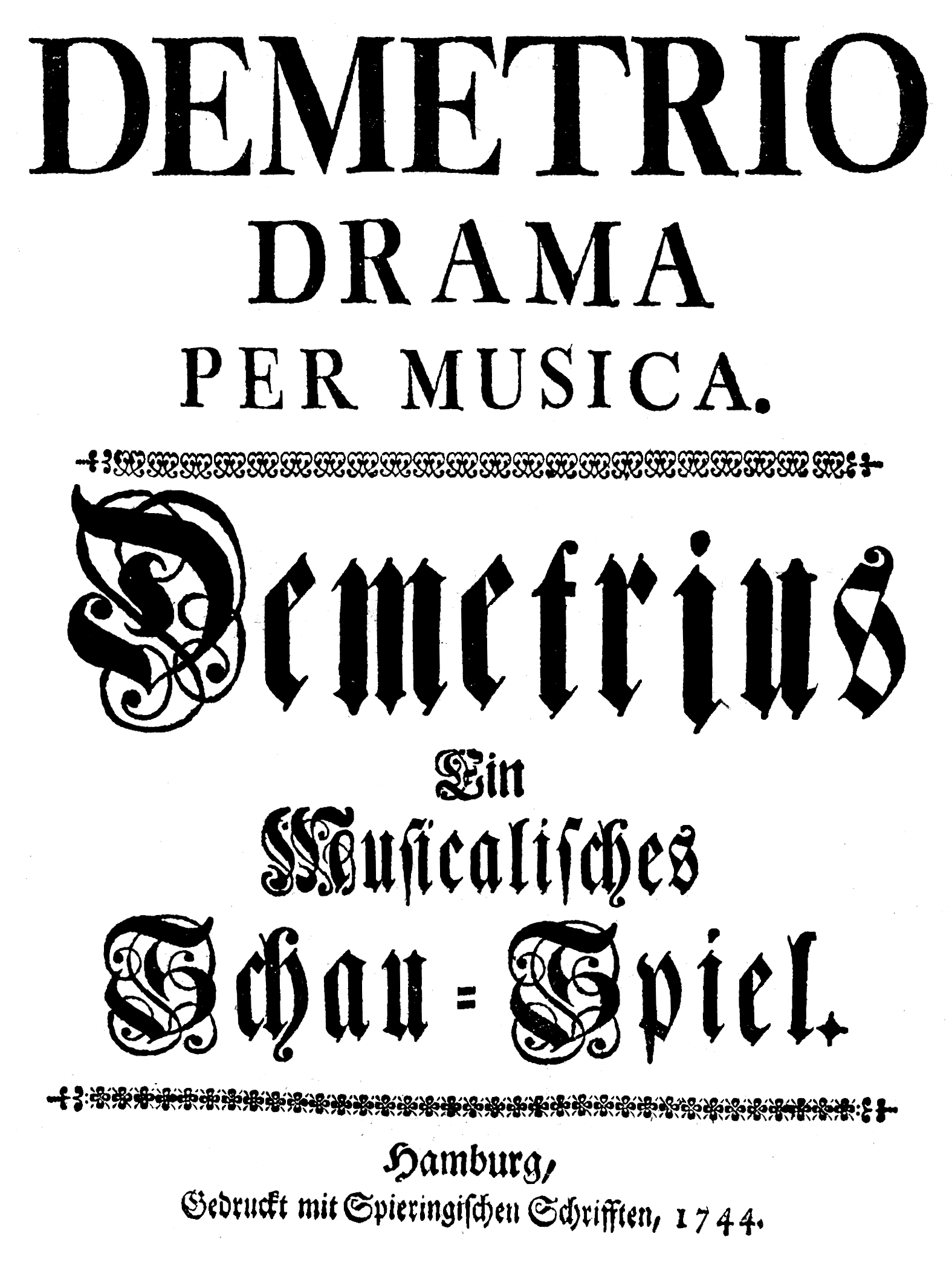
Paolo Scalabrini – Antigono – Titelseite des Librettos – Hamburg 1744
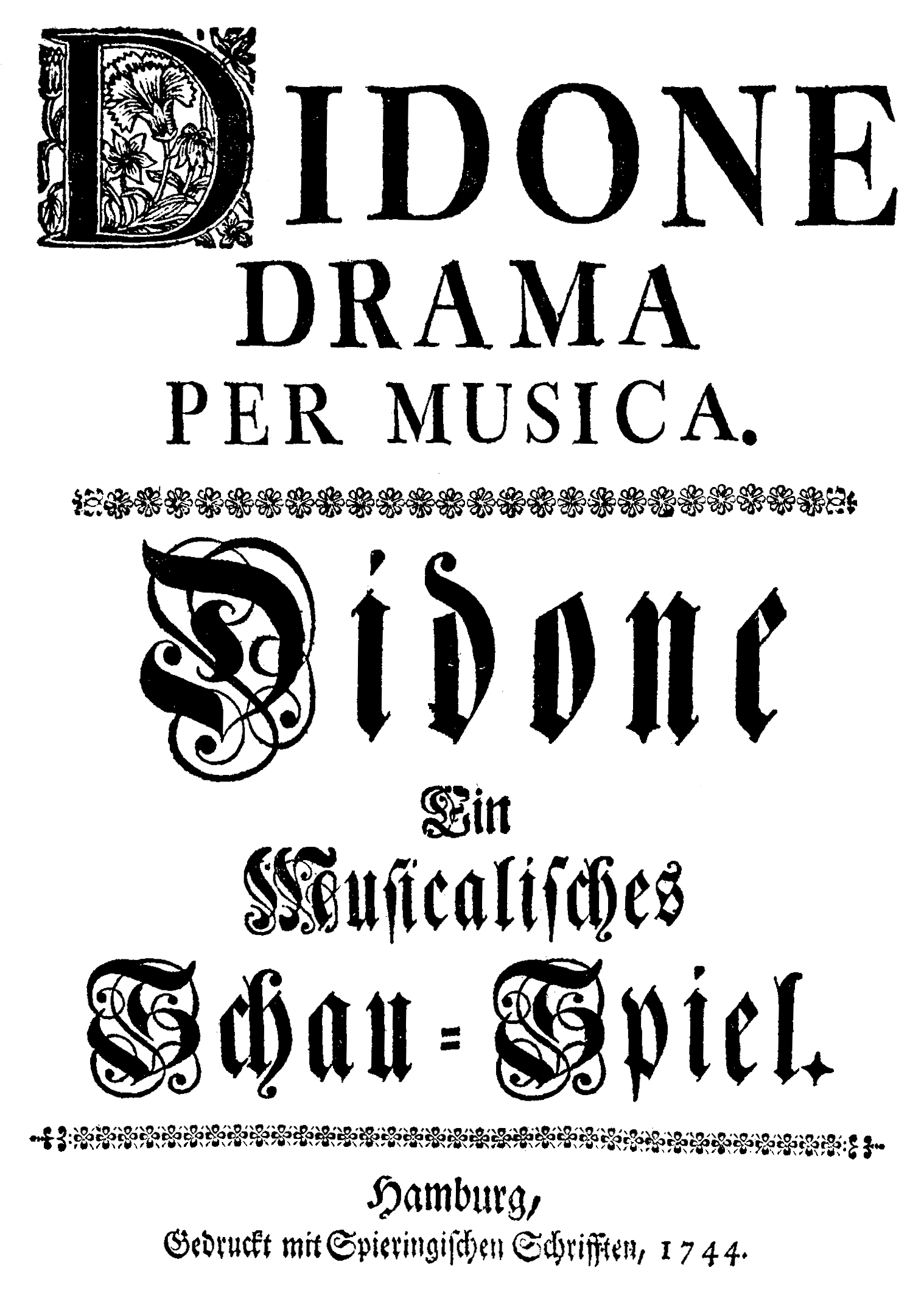
Paolo Scalabrini – Demetrio – Titelseite des deutschen Librettos – Hamburg 1744
- Paolo Scalabrini – Didone abbandonata – Titelseite des Librettos – Hamburg 1744

##### Oratorium
- 10. Februar: Das dramatische Oratorium The Story of Semele von Georg Friedrich Händel wird am Theatre Royal, Covent Garden, in London uraufgeführt.
- 18. Februar: Uraufführung des Oratoriums The Death of Abel von Thomas Arne auf das Libretto von Pietro Metastasio im Smock Alley Theatre in Dublin.
- 02. März: Das Oratorium Joseph and his Brethren von Georg Friedrich Händel wird am Theatre Royal, Covent Garden, in London uraufgeführt.
- 28. März: In der katholischen Hofkapelle in Dresden findet die Uraufführung des Oratoriums La deposizione della Croce von Johann Adolph Hasse auf das Libretto von Giovanni Cosimo Pasquini statt.
- Georg Philipp Telemann – Wenn meine Sünd' mich kranken (TWV 5:29)
- Francesco Maria Veracini – L’errore di Salomono

### Instrumentalmusik

#### Konzerte
- Christoph Graupner
  - Konzert für 2 Flöten in e-Moll (GWV 322)
  - Konzert für 2 Hörner in G-Dur (GWV 332)
  - Fagottkonzert in B-Dur (GWV 340)
- Johan Helmich Roman – Drottningholmsmusik (BeRI 2)

#### Kammermusik
- Christoph Graupner
  - Trio Sonata in c-Moll (GWV 203)
  - Trio Sonata in D-Dur (GWV 204)
  - Sonata in G-Dur (GWV 212)
  - Trio Sonata in b-Moll (GWV 219)

#### Flöte
- Michel Blavet – Premier recueil de pieces
- Johann Adolph Hasse – 6 Flötensonaten, op. 5
- John Frederick Ranish – 12 Flute Sonatas, op. 2

#### Violine
- Willem de Fesch – 30 Duetti für 2 Violinen oder Flöten, op. 11 (Selbstverlag 1744 als The Musical Amusements; London 1747)
- Michael Christian Festing – 6 Violin Sonatas, op.7 (London)
- Etienne Mangean – Sonates a deux violons egaux sans basse, op. 3
- Francesco Maria Veracini – 12 Sonate accademiche, op. 2

### Tastenmusik

#### Cembalo
- Carl Philipp Emanuel Bach
  - Cembalosonate in E-Dur (H.39)
  - Cembalokonzert in F-Dur (H.415)
  - Cembalokonzert in E-Dur (H.417)
- Johann Ludwig Krebs
  - Clavier-Übung I (Krebs-WV 500-512)
  - Clavier-Übung II (Krebs-WV 800)
  - Clavier-Übung III (Krebs-WV 801-806)

#### Orgel
- Delphin Strungk
  - Lass mich dein sein und bleiben
  - Meine Seele erhebt den Herren

### Vokalmusik

#### Geistlich
- Christoph Willibald Gluck – Miserere mei für achtstimmigen Chor (Turin; Musik verschollen)
- Jan Dismas Zelenka
  - Litaniae Lauretanae (ZWV 151)
  - Litaniae Lauretanae (ZWV 152)

#### Weltlich
- Giuseppe Bonno – La danza (1744, Wien)

### Lehrwerke
- Johan Daniel Berlin – Musicaliske Elementer (Trondheim)
- Johann Mattheson – Die neueste Untersuchung der Singspiele (Hamburg)

### Instrumentenbau
- Johann Hencke vollendet die Orgel in der Pfarrkirche St. Stephan in Baden.
- Elias Hößler stellt die Orgel in der Kirche St. Nikolaus in Etzelwang fertig.

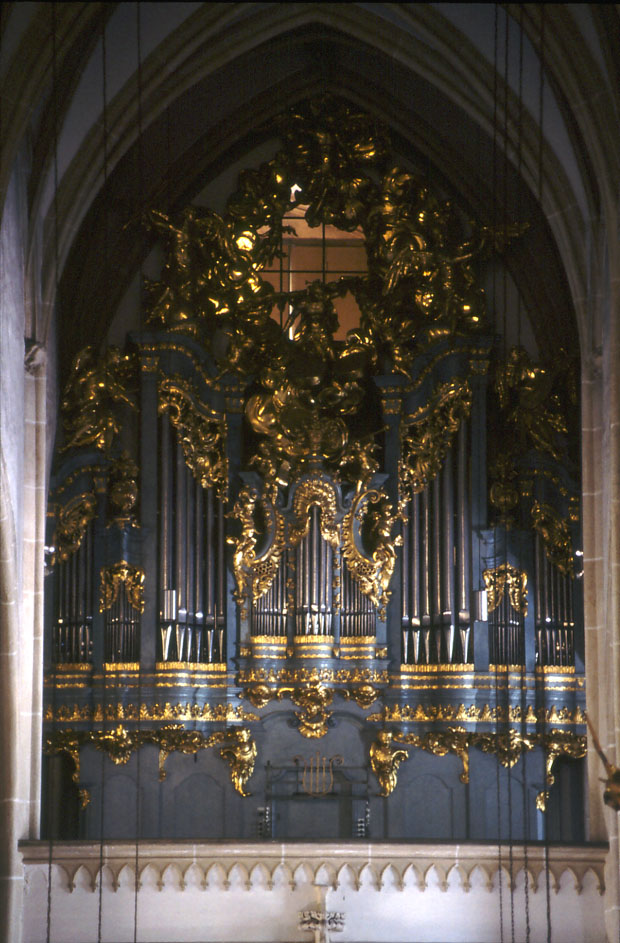
Orgel von Johann Hencke in der Pfarrkirche St. Stephan in Baden bei Wien
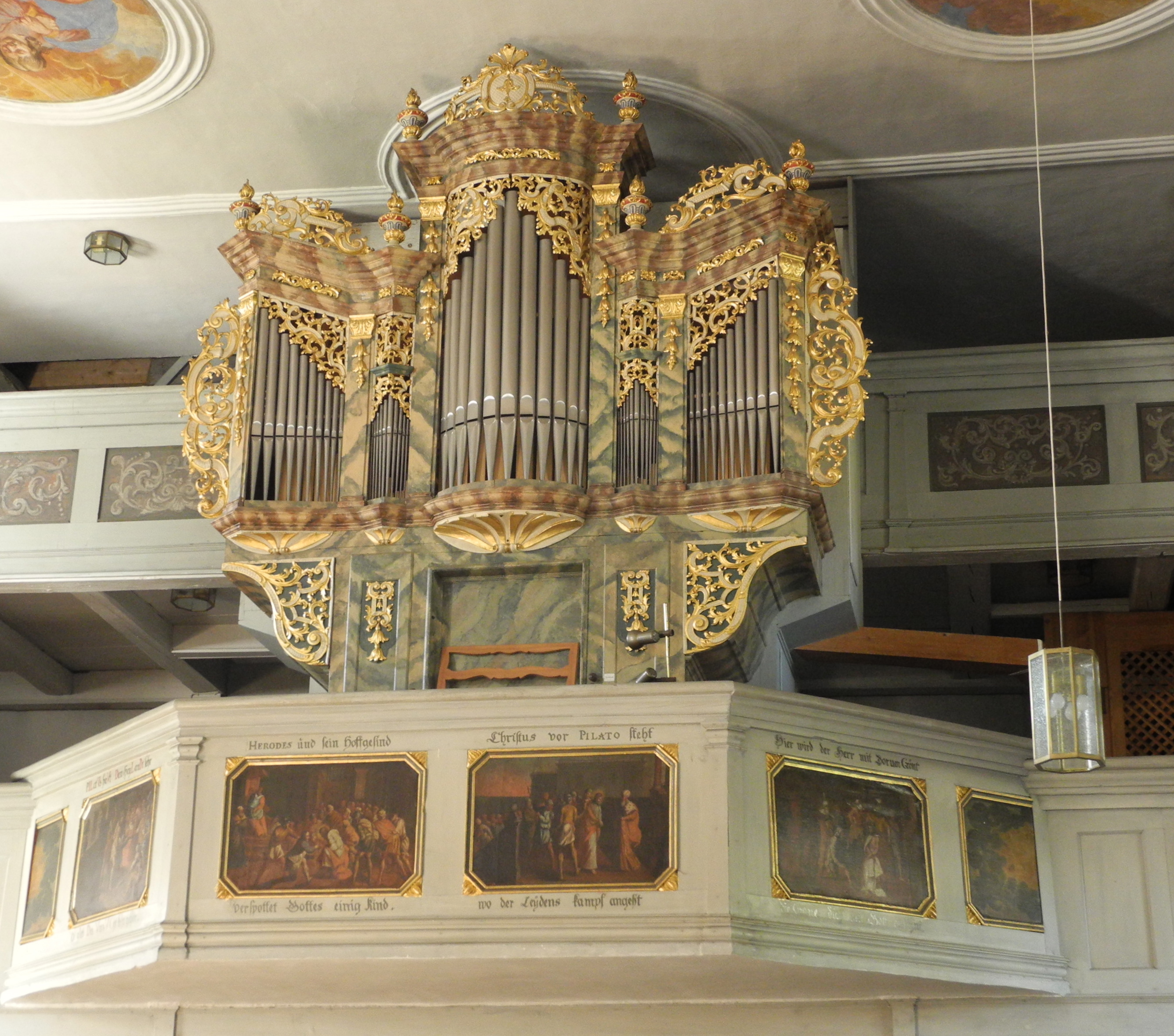
Orgel von Johann Hencke in der Kirche St Nikolaus in Etzelwang
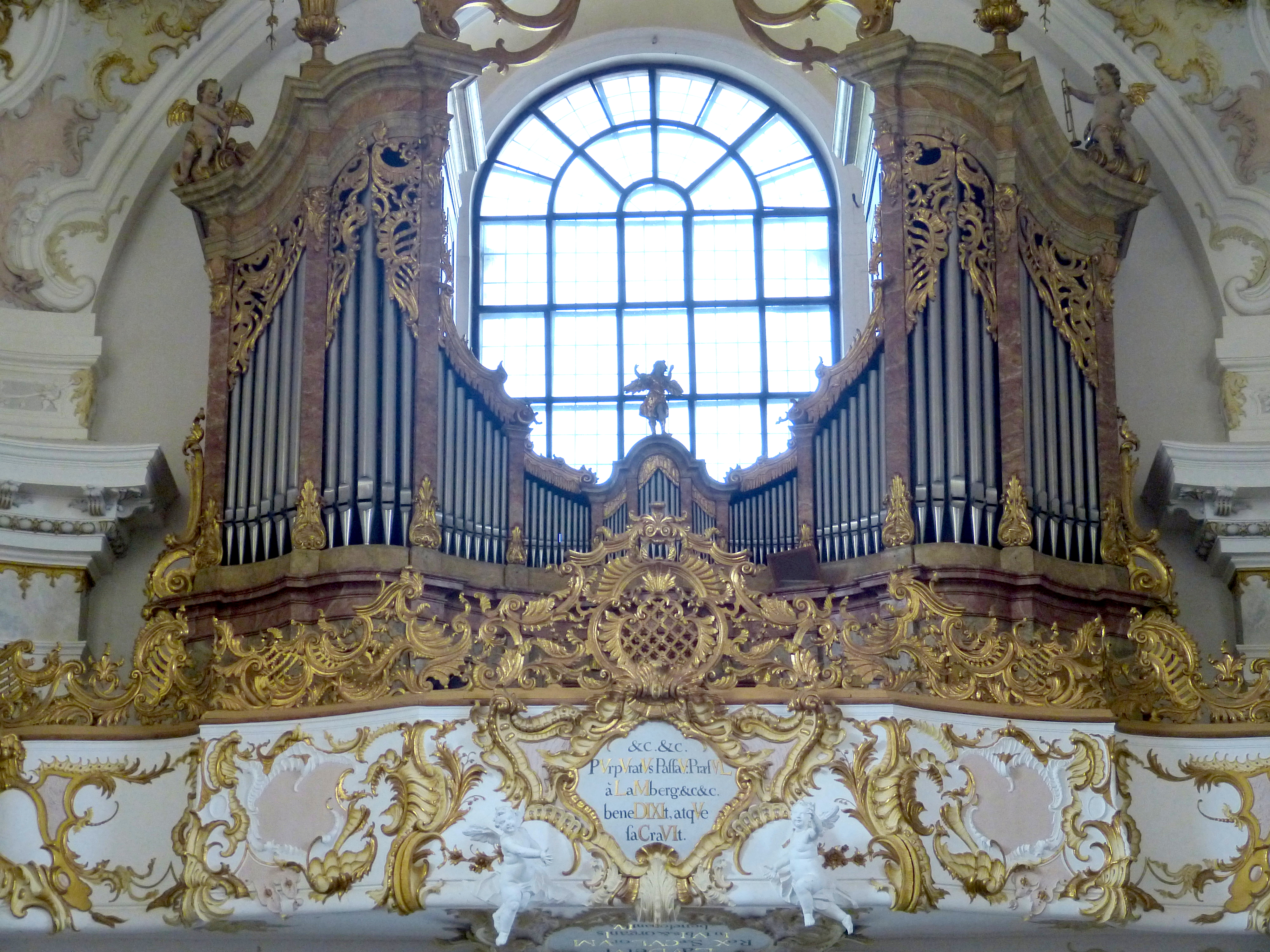
Orgel von Wolfgang Reitmayr in der Klosterkirche Mariä Himmelfahrt in Fürstenzell

## Geboren

### Geburtsdatum gesichert
- 04. Mai: Marianna von Martines, österreichische Komponistin, Cembalistin und Sängerin († 1812)
- 18. Mai: Joseph Beer, böhmischer Klarinettist und Komponist († 1812)
- 24. Mai: Daniel Wroblewsky, polnischer Orgelbauer († 1818)
- 18. Oktober: Olof Schwan, schwedischer Orgelbauer († 1812)
- 26. November: Karl Siegmund von Seckendorff, deutscher Dichter, Schauspieler, Komponist, Regisseur und Sänger († 1785)
- 13. Dezember: Anne Louise de Jouy Brillon, französische Cembalistin, Pianistin und Komponistin († 1824)

### Genaues Geburtsdatum unbekannt
- Josef Bárta, tschechischer Komponist († 1787)
- Gaetano Brunetti, italienischer Komponist, Violinist und Dirigent († 1798)
- John Abraham Fisher, englischer Violinvirtuose, Dirigent und Komponist († 1806)
- Johann Nepomuk Kaňka senior, böhmischer Jurist und Komponist († 1798)
- Francesco Petrini, französischer Harfenist und Komponist († 1819)
- Flavius Scheuermann, deutscher Franziskanerpater, Organist und Komponist

## Gestorben

### Todesdatum gesichert

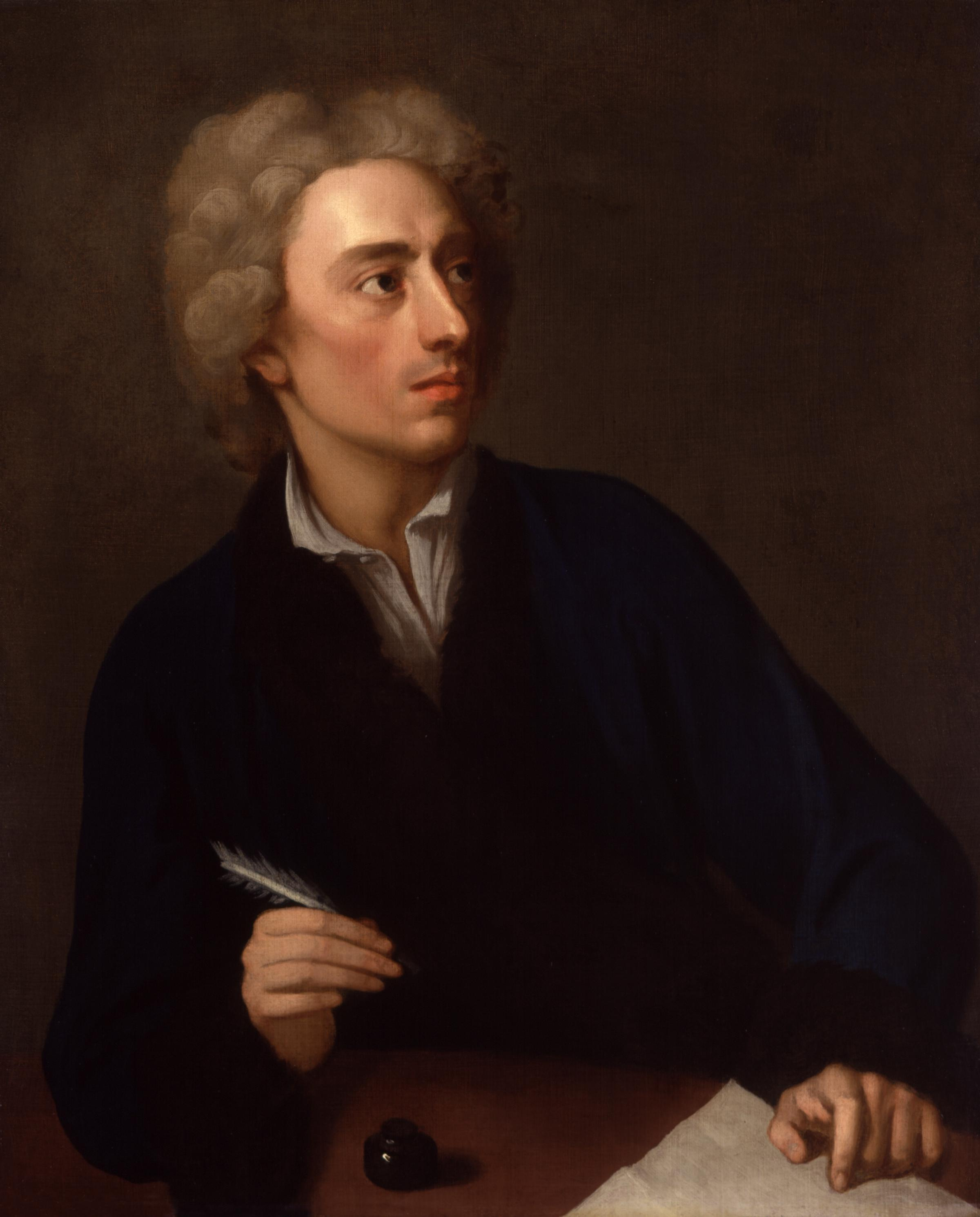
Alexander Pope; † 30. Mai

- 15. Januar: Charles-Hubert Gervais, französischer Kapellmeister und Komponist (* 1671)
- 20. Januar: Richard Jones, englischer Violinist und Komponist (* im späten 17. Jahrhundert)
- 11. Februar: Tommaso Bernardo Gaffi, italienischer Organist, Kapellmeister und Komponist (* 1667)
- 15. Februar: František Antonín Míča, mährischer Komponist, Kapellmeister und Sänger (* 1696)
- 14. März: Johann Ulrich von König, deutscher Schriftsteller und Opernlibrettist (* 1688)
- 18. März: Gaudentius Köck, österreichischer Orgelbauer (* 1691)
- 26. April: Domenico Sarro, neapolitanischer Komponist (* 1679)
- 09. Mai: Johann Samuel Beyer, deutscher Kantor und Komponist (* 1669)
- 30. Mai: Alexander Pope, englischer Dichter, Übersetzer und Schriftsteller (* 1688)
- 20. Juni: Johann Ignaz Egedacher, süddeutscher Orgelbauer (* 1675)

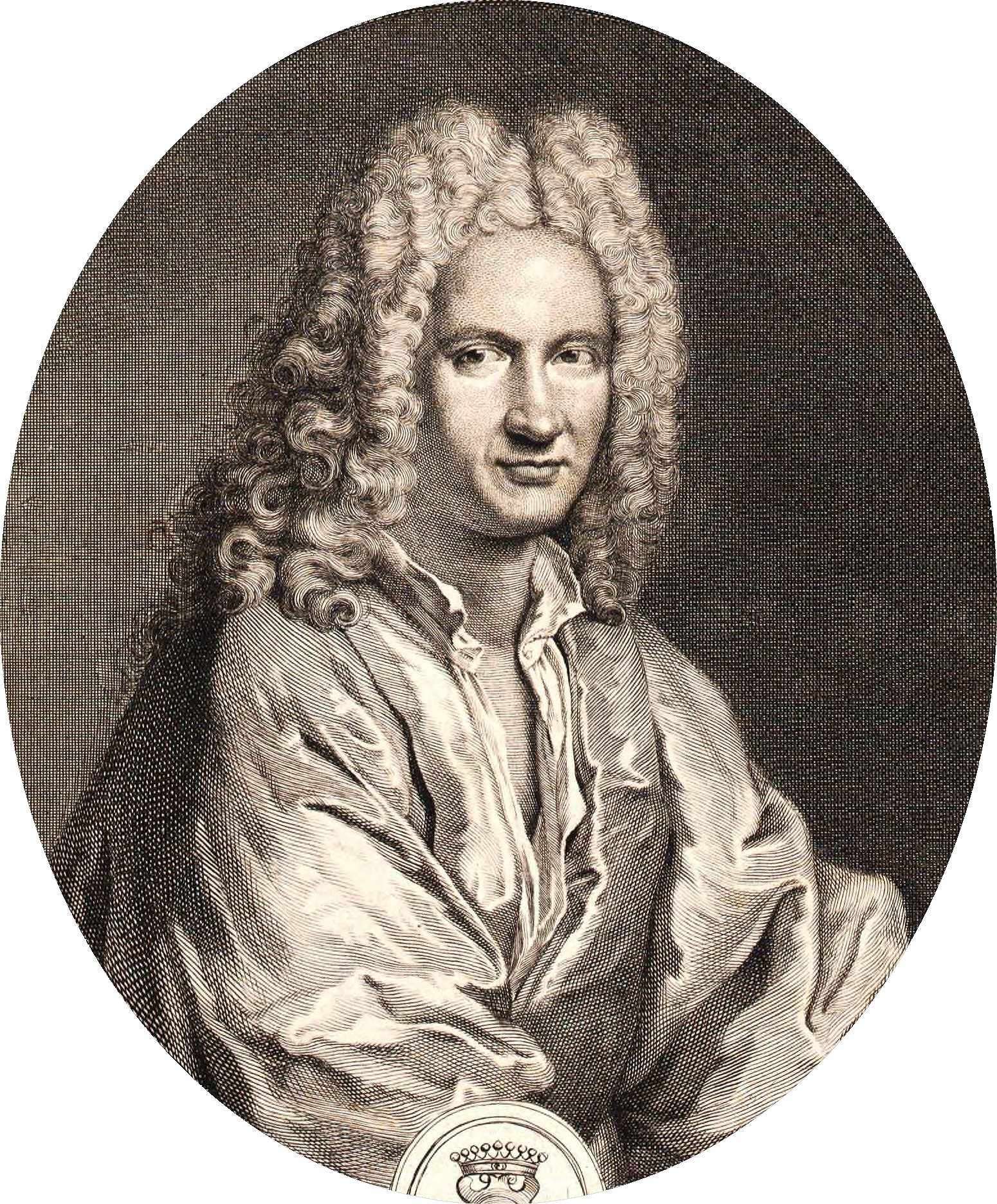
André Campra; † 29. Juni

- 29. Juni: André Campra, französischer Komponist (* 1660)
- 09. August: Gottfried Balthasar Scharff, lutherischer Theologe, Liederdichter und Erbauungsschriftsteller (* 1676)
- 16. Oktober: Johann Christoph Faber, deutscher Komponist, Organist und Orgelbauer (* 1669)
- 17. Oktober: Guarneri del Gesù, italienischer Geigenbauer (* 1698)
- 30. Oktober: Lambert Daniel Kastens, deutscher und dänischer Orgelbauer (* um 1690)

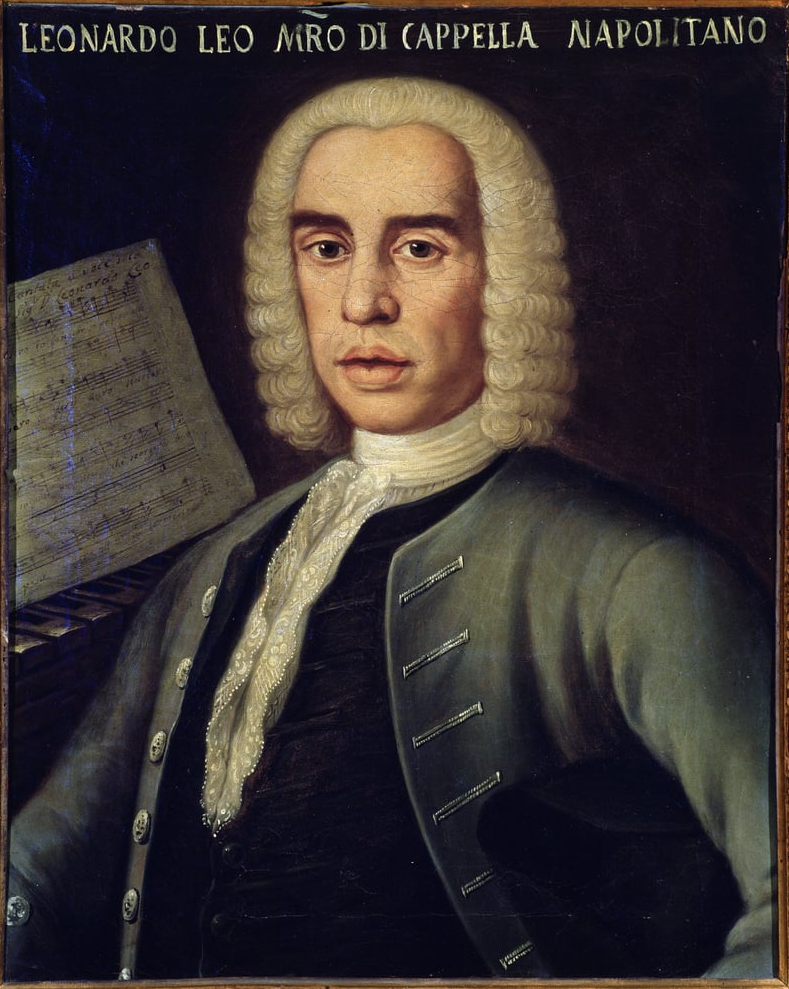
Leonardo Leo; † 31. Oktober

- 31. Oktober: Leonardo Leo, italienischer Komponist (* 1694)
- 17. Dezember: Johanna Magdalena von Gersdorf, deutsche Kirchenlieddichterin (* 1706)

### Genaues Todesdatum unbekannt
- Claude Ballon, französischer Tänzer und Choreograf (* 1671)
- Angelo Michele Besseghi, italienischer Violinist und Komponist (* 1670)
- Johann Christian Rindt, deutscher Orgelbauer (* 1672)
- Johann Nikolaus Schäfer, deutscher Orgelbauer (* 1671)
- Christian Schumann, deutscher evangelischer Pfarrer und Kirchenlieddichter (* 1681)

### Gestorben nach 1744
- Maria Caterina Negri, italienische Opernsängerin (* 1704)